# نعل اسب (فیلم)
نعل اسب (انگلیسی: Horseshoes) یک فیلم کمدی صامت کوتاه آمریکایی به کارگردانی جیمز دی. دیویس و لری سمون است که در سال ۱۹۲۳ منتشر شد. از بازیگران این فیلم می‌توان به اولیور هاردی، لری سمون و کتلین مایرز اشاره کرد.